# Grand Palais

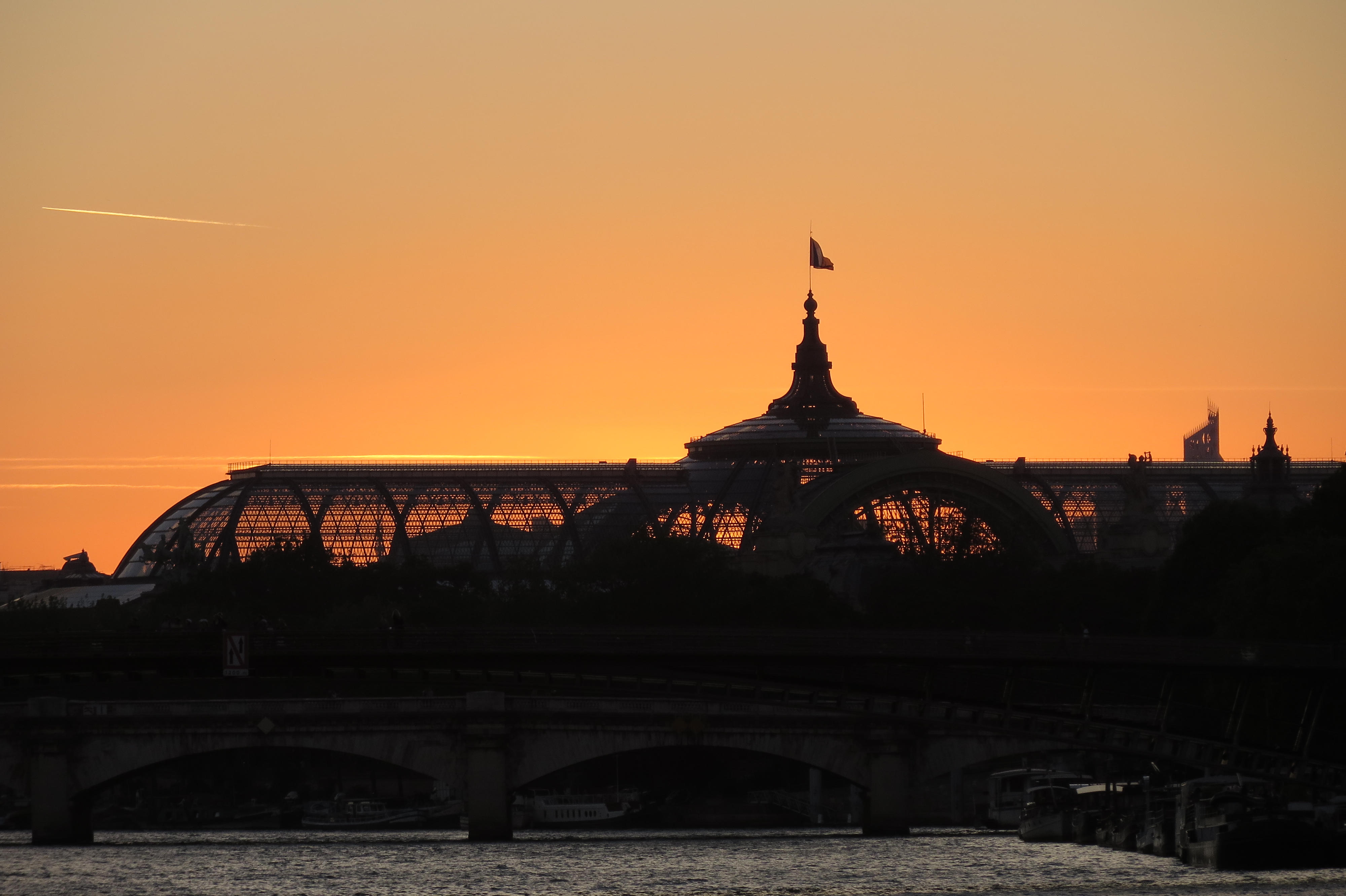
Il Grand Palais al tramonto

Il Grand Palais (in italiano: "Palazzo grande") è un grande padiglione espositivo in muratura e vetro, costruito per l'Esposizione Universale del 1900. Si trova nell'VIII arrondissement di Parigi, nello spazio dei Giardini degli Champs Élysées.

## Storia
Costruito insieme al Petit Palais e al Pont Alexandre III, l'esterno della struttura combina un'imponente facciata in pietra d'ispirazione classica, con cancellate Art Nouveau e statue allegoriche di Paul Gasq e Alfred Boucher.
L'edificio è rimasto chiuso per dodici anni per un radicale restauro dopo la caduta di un pannello di vetro dal tetto nel 1993. Ha riaperto il 24 settembre 2005.
Tra il 27 luglio e il 10 agosto 2024, il Grand Palais ha ospitato le gare di scherma e taekwondo dei Giochi della XXXIII Olimpiade, mentre tra il 29 agosto e il 7 settembre è stata la sede delle gare di scherma in carrozzina e taekwondo dei XVII Giochi paralimpici estivi.